# Wapen van Tubbergen

Het wapen van de gemeente Tubbergen

Het wapen van Tubbergen is het gemeentelijke wapen van de Overijsselse gemeente Tubbergen. Het wapen werd met het Koninklijk Besluit op 15 januari 1971 aan de gemeente verleend. De omschrijving luidt:
"Gedeeld : I in azuur een kruis van goud, beladen met een verkort en versmald kruis van het veld, en vergezeld in elk kanton van een leeuw van goud; II in sabel drie bergen van goud. Het schild gedekt met een gouden kroon van drie bladeren en twee parels."
Opmerking: in de heraldiek zijn links en rechts van achter het schild gezien. Voor de toeschouwer zijn deze dus verwisseld.

## Geschiedenis
De bouw van de Statenzaal (waar een raam in zou komen met alle gemeentewapens van de provincie) van het voormalige gouvernementsgebouw van de Provincie Overijssel te Zwolle vormde voor Tubbergen (en veel andere Overijsselse gemeenten) de aanleiding om een gemeentewapen aan te vragen. Omdat Tubbergen was afgescheiden van Ootmarsum werd ter herinnering daarvan op de rechterkant (belangrijkste deel) van het schild het wapen van Ootmarsum opgenomen. Aan de linkerkant staan gouden bergen, mogelijk een sprekend element. De drie bergen komen ook terug in het wapen van de Sint-Pancratiusbasiliek. Het wapen werd verleend op 28 oktober 1898. Op verzoek van de gemeente werd per koninklijk besluit in 1971 het wapen gewijzigd met een graven- of gemeentekroon.

## Verwante wapens

Wapen van 1898
Wapen van Denekamp per 1898
Wapen van Denekamp per 1978
Wapen van Ootmarsum
Wapen van de Sint-Pancratiusbasiliek